# Десятуха
Десятуха — посёлок в Стародубском районе Брянской области России, административный центр Десятуховского сельского поселения. 

## География
Расположен в 5 км от Стародуба, на правом берегу реки Вабля.

### Природные объекты
Близ Десятухи расположена особо охраняемая природная территория (памятник природы) — уникальная роща «Дубрава» площадью 10,3 га (старый широколиственный лес: дуб, липа, вяз, ясень, клён, берёза, яблоня, груша).

## История
Название населённого пункта происходит от названия ярмарки, проводившейся в окрестностях Стародуба на десятую пятницу после Пасхи.
На протяжении длительного времени Десятуховская ярмарка была одним из крупнейших торговых центров на стыке России и Малороссии. Здесь в заброшенной средневековой крепости, в XVI веке была построена церковь Св. Параскевы Пятницы — покровительницы торговли. Неподалёку размещался дом священника. Поповский хутор, расположенный среди рвов и валов, русские переписчики в 1654 году назвали селом «Старое городище».
По данным местного историка-краеведа Н. Ющенко, когда в 1535 году литовская армия, оставив сожжённый и разрушенный Стародуб, ушла в сторону Гомеля, северский участок русско-литовской границы остался незащищённым. Московское правительство приняло решение в кратчайший срок восстановить систему укреплений на Северской земле. Однако на время отсутствия крепостей было решено вывести войска на северскую границу и построить здесь ряд полевых укреплений. Одно из них располагалось на левом берегу р. Вабля и представляло собой прямоугольную крепость, выстроенную в течение зимы 1535—1536 годов. Здесь на время строительства Стародубской крепости располагался русский гарнизон. С момента ввода в строй Стародубской крепости гарнизон и русская армия, располагавшиеся непосредственно в этом месте, были переведены в Стародуб. А полевая крепость оказалась заброшенной. И уже в середине XVI века местные жители воспринимали её, как «старое городище» (сейчас — просто «городок»).
В XVII-XVIII веках Десятуха находилась на территории Гетманщины.
10 августа 1704 года гетман Иван Мазепа пожаловал поселение в феодальную вотчину полковнику Стародубского полка – шляхтичу Михаилу Андреевичу Миклашевскому, издав специальный гетманский универсал. В 1706 году Михаил Миклашевский был убит под польским городом Несвиж в сражении со шведами во время Северной войны. Его многочисленные владения были временно разделены между его вдовой Анной и старшими сыновьями Андреем и Степаном, поскольку их сводный брат Иван еще не достиг совершеннолетия и не имел права самостоятельно заключать юридические сделки. Позднее, официально, гетманским универсалом гетмана Даниила Апостола от 13 января 1729 года, Десятуха была подтверждена как феодальное владение Ивана Михайловича Миклашевского (после 1689 — 1740). В 1790-х годах Десятуху унаследовали его племянники Михаил и Иван Андреевичи Миклашевские, которые поселили здесь своих крепостных.
Во второй половине XVIII века церковь в старой крепости ещё функционировала. Сама Десятуха продолжала оставаться поповским хутором, в котором по переписи 1781 года проживали священник, дьячок и казак.
В начале XIX века владение хутором перешло к генерал-майору Андрею Михайловичу (1757 – около 1819) и подполковнику, бывшему адъютанту графа П. А. Румянцева Петру Ивановичу Миклашевским. Затем, с 1825 по 1827 год, хутор перешёл в собственность Петра Петровича Миклашевского.
В 1919 году в Десятухе был создан совхоз, возникший как государственное сельхозпредприятие на базе Десятухской коммуны, которая в свою очередь образовалось не месте имения помещика (выходца из елионских купцов-старообрядцев) Николая Гусева. В его трёхэтажном доме разместились контора, несколько квартир для рабочих, столовая, клуб. Сохранились от прежнего хозяина кузница, мельница, несколько сараев и амбаров, скотный двор. С момента создания хозяйство носило название «Большая Десятуха». В 1923 году совхоз был переименован в «Красный Октябрь». В 1960 году заметно расширился за счёт присоединения ряда соседних колхозов.
В российские годы, «Красный Октябрь», преобразованный в товарищество на вере, постоянный участник клуба, входит в число 100 лучших хозяйств страны по версии клуба сельхозпроизводителей «Арго-300». Специализация: выращивание племенного молодняка крупного рогатого скота, разведение свиней, производством зерна и картофеля. На территории «Красного Октября» расположен крупный комплекс по переработке сельхозпродукции.

## Сегодняшний день посёлка
Интенсивная застройка Десятухи началась в 1960-х годах, после укрупнения "Красного Октября: посёлок приобретает регулярную планировку. Сегодня здешний жилой фонд — это полтора десятка многоквартирных двухэтажных домов, двухуровневые коттеджи и одноэтажные дуплексы, частные кирпичные и деревянные дома. Дом культуры, средняя школа, детский сад, фельдшерско-акушерский пункт, почта, тир, аптека, несколько магазинов и кафе, салон красоты, участковый пункт полиции, а также опер. касса Сбербанка. Мемориал землякам, погибшим на фронтах Великой Отечественной войны, с вечным огнём.
В 2011 году построена и освящена Свято-Георгиевская церковь. Находящаяся на северной окраине населённого пункта на брянской трассе, близ реки Вабля она стала не только архитектурной доминантой Десятухи, но и достопримечательностью всего Стародубского района и даже в целом Брянщины (единственный храм региона, с ночной подсветкой).
Посёлок, расположенный на берегу искусственного озера (пруда) с площадью водного зеркала в 65 га, полностью газифицирован (природный газ пришёл в Десятуху даже раньше чем в районный центр). Десятуховское озеро предназначено для любительской и спортивной ловли рыбы (рыбалка платная). В водоёме водится карась,карп,плотва,окунь,щука,форель,стерлядь,судак,амур, толстолобик.
карась,карп,плотва,окунь,щука,форель,стерлядь,судак,амур и толстолобик.

## Население
| 2010 | 2013  |
| ---- | ----- |
| 1263 | ↘1218 |